# Allison Forsyth
Allison Forsyth (Nanaimo, 14 ottobre 1978) è un'ex sciatrice alpina canadese.

## Biografia
Attiva in gare FIS dal dicembre del 1994, la Forsyth esordì in Nor-Am Cup il 2 gennaio 1995 a Sugarloaf in supergigante (37ª) e in Coppa del Mondo il 19 dicembre 1997 a Val-d'Isère in slalom gigante, senza completare la prova. Conquistò la prima vittoria in Nor-Am Cup, nonché primo podio, il 1º gennaio 1998 a Waterville Valley in slalom speciale; l'anno dopo ai Mondiali di Vail/Beaver Creek 1999, sua prima presenza iridata, si classificò 16ª nello slalom gigante e 10ª nello slalom speciale.
Ottenne il primo podio in Coppa del Mondo il 28 dicembre 1999 a Lienz in slalom gigante (2ª); ai Mondiali di Sankt Anton am Arlberg 2001 si piazzò 6ª nello slalom gigante e non completò lo slalom speciale e ai XIX Giochi olimpici invernali di Salt Lake City 2002, sua unica presenza olimpica, fu 7ª nello slalom gigante e non completò lo slalom speciale. Ai Mondiali di Sankt Moritz 2003 vinse la medaglia di bronzo nello slalom gigante e si classificò 30ª nello slalom speciale; nella stagione successiva in Nor-Am Cup conquistò l'ultima vittoria, il 29 febbraio 2004 a Panorama in supergigante, e l'ultimo podio, il giorno seguente nelle medesime località e specialità (3ª).
Ottenne l'ultimo podio in Coppa del Mondo l'8 gennaio 2005 a Santa Caterina Valfurva in slalom gigante (3ª); ai successivi Mondiali di Bormio/Santa Caterina Valfurva 2005, sua ultima presenza iridata, non completò né il supergigante né lo slalom gigante. Prese per l'ultima volta il via in Coppa del Mondo il 4 febbraio 2006 a Ofterschwang in slalom gigante (17ª) e si ritirò all'inizio della stagione 2007-2008; la sua ultima gara fu la discesa libera di South American Cup disputata il 30 agosto a La Parva, chiusa dalla Forsyth al 9º posto.

## Palmarès

### Mondiali
- 1 medaglia:
  - 1 bronzo (slalom gigante a Sankt Moritz 2003)

### Coppa del Mondo
- Miglior piazzamento in classifica generale: 24ª nel 2000 e nel 2001
- 5 podi:
  - 4 secondi posti
  - 1 terzo posto

### Coppa Europa
- Miglior piazzamento in classifica generale: 20ª nel 1999
- 3 podi:
  - 3 terzi posti

### Nor-Am Cup
- Vincitrice della classifica di slalom speciale nel 1998
- 15 podi:
  - 6 vittorie
  - 7 secondi posti
  - 2 terzi posti

#### Nor-Am Cup - vittorie
| Data             | Località          | Paese       | Specialità |
| ---------------- | ----------------- | ----------- | ---------- |
| 1º gennaio 1998  | Waterville Valley | Stati Uniti | SL         |
| 4 gennaio 1998   | Sugarbush         | Stati Uniti | GS         |
| 13 marzo 1998    | Bogus Basin       | Stati Uniti | SL         |
| 28 marzo 1999    | Mount Hood        | Stati Uniti | SL         |
| 1º aprile 1999   | Mount Bachelor    | Stati Uniti | GS         |
| 29 febbraio 2004 | Panorama          | Canada      | SG         |

Legenda:

SG = supergigante

GS = slalom gigante

SL = slalom speciale

### Campionati canadesi
- 13 medaglie[1]:
  - 8 ori (slalom gigante nel 1997; slalom gigante, slalom speciale nel 1998; supergigante, slalom gigante nel 1999; slalom gigante, slalom speciale nel 2000; slalom gigante nel 2001)
  - 2 argenti (slalom gigante nel 2002; slalom gigante nel 2005)
  - 3 bronzi (supergigante nel 1997; slalom speciale nel 2002; supergigante nel 2005)